# Seznam největších přístavů kontejnerové námořní dopravy
Následující tabulka zahrnuje 20 největších přístavů námořní kontejnerové přepravy na světě. Jsou zde uvedeny počty přepravených milionů kontejnerů (TEU) v letech 2022, 2019, 2018, 2017, 2014 a 2013. 

## Přehled přístavů
| Přístav                     | Město             | Stát        | Region                      | Lokalizace                        | Objem přepravy (miliony TEU) | Objem přepravy (miliony TEU) | Objem přepravy (miliony TEU) | Objem přepravy (miliony TEU) | Objem přepravy (miliony TEU) | Objem přepravy (miliony TEU) |
| Přístav                     | Město             | Stát        | Region                      | Lokalizace                        | rok 2022                     | rok 2019 | rok 2018 | rok 2017 | rok 2014 | rok 2013 |
| --------------------------- | ----------------- | ----------- | --------------------------- | --------------------------------- | ---------------------------- | --- | --- | --- | --- | --- |
| Šanghajský přístav          | Šanghaj           | Čína        | ústí Jang-c’-ťiang          | 30°37′35″ s. š., 122°3′53″ v. d.  | 47,30                        | 43,30 | 42,01 | 40,23 | 35,3 | 33,6 |
| Singapurský přístav         | Singapur          | Singapur    | Singapurský průliv          | 1°16′48″ s. š., 103°45′35″ v. d.  | 37,29                        | 37,20 | 36,60 | 33,66 | 33,9 | 32,6 |
| Ningposký přístav           | Ning-po - Čou-šan | Čína        | zátoka Chang-čou            | 29°53′14″ s. š., 122°2′23″ v. d.  | 33,35                        | 27,53 | 26,35 | 24,60 | 19,4 | 17,3 |
| Šenčenský přístav           | Šen-čen           | Čína        | delta Perlové řeky          | 22°29′17″ s. š., 113°52′10″ v. d. | 30,03                        | 25,77 | 25,74 | 25,20 | 24,0 | 22,9 |
| Čchingtaoský přístav        | Čching-tao        | Čína        | Žluté moře                  | 36°6′25″ s. š., 120°19′2″ v. d.   | 25,67                        | 21,01 | 19,31 | 18,26 | 16,6 | 15,5 |
| Kantonský přístav           | Kanton            | Čína        | delta Perlové řeky          | 23°5′38″ s. š., 113°26′16″ v. d.  | 24,85                        | 23,23 | 21,92 | 20,37 | 16,4 | 15,3 |
| Pusanský přístav            | Pusan             | Jižní Korea | jihovýchodní pobřeží Koreje | 35°4′49″ s. š., 128°48′34″ v. d.  | 22,08                        | 21,99 | 21,66 | 20,49 | 18,7 | 17,7 |
| Tchienťinský přístav        | Tchien-ťin        | Čína        | Pochajská zátoka            | 38°58′51″ s. š., 117°46′39″ v. d. | 21,02                        | 17,26 | 15,97 | 15,04 | 14,1 | 13,0 |
| Hongkongský přístav         | Hongkong          | Hongkong    | delta Perlové řeky          | 22°20′ s. š., 114°7′ v. d.        | 16,68                        | 18,36 | 16,60 | 20,77 | 22,3 | 23,1 |
| Rotterdamský přístav        | Rotterdam         | Nizozemsko  | delta Rýnu                  | 51°57′16″ s. š., 4°3′36″ v. d.    | 14,45                        | 14,81 | 14,51 | 13,73 | 12,3 | 11,6 |
| Dubajský přístav            | Dubaj             | SAE         | Perský záliv                | 25°0′41″ s. š., 55°3′40″ v. d.    | 13,97                        | 14,11 | 14,95 | 15,36 | 15,2 | 13,6 |
| Antverpský přístav          | Antverpy          | Belgie      | ústí Šeldy                  | 51°19′16″ s. š., 4°19′1″ v. d.    | 13,50                        | 11,86 | 11,10 | 10,45 | 9,0 | 8,6 |
| Portklangský přístav        | Port Klang        | Malajsie    | Malacký průliv              | 3°1′33″ s. š., 101°21′36″ v. d.   | 13,22                        | 13,58 | 12,31 | 11,97 | 10,9 | 10,3 |
| Siamenský přístav           | Sia-men           | Čína        | Tchajwanský průliv          | 24°30′40″ s. š., 118°4′48″ v. d.  | 12,43                        | 11,12 | 10,70 | 10,38 | 8,6 | 8,0 |
| Tanjungpelepaský přístav    | Tanjung Pelepas   | Malajsie    | Malacký průliv              | 1°21′59″ s. š., 103°32′54″ v. d.  | 10,51                        | 9,10 | 8,96 | 8,26 | 8,6 | 7,6 |
| Losangeleský přístav        | Los Angeles       | USA         | Kalifornie                  | 33°44′2″ s. š., 118°15′29″ z. d.  | 9,91                         | 9,33 | 9,46 | 9,34 | 8,3 | 7,9 |
| Přístav New York/New Jersey | New York          | USA         | východ USA                  | 40°40′4″ s. š., 74°3′56″ z. d.    | 9,49                         | & Chyba ve výrazu: Neočekávaný operátor / Chyba ve výrazu: Neočekávaný operátor / Chyba ve výrazu: Neočekávaný operátor / Chyba ve výrazu: Neočekávaný operátor / Chyba ve výrazu: Neočekávaný operátor / Chyba ve výrazu: Neočekávaný operátor / Chyba ve výrazu: Neočekávaný operátor / Chyba ve výrazu: Neočekávaný operátor / Chyba ve výrazu: Neočekávaný operátor / Chyba ve výrazu: Neočekávaný operátor / Chyba ve výrazu: Neočekávaný operátor / Chyba ve výrazu: Neočekávaný operátor / Chyba ve výrazu: Neočekávaný operátor / Chyba ve výrazu: Neočekávaný operátor / Chyba ve výrazu: Neočekávaný operátor / -1.0000-0 | & Chyba ve výrazu: Neočekávaný operátor / Chyba ve výrazu: Neočekávaný operátor / Chyba ve výrazu: Neočekávaný operátor / Chyba ve výrazu: Neočekávaný operátor / Chyba ve výrazu: Neočekávaný operátor / Chyba ve výrazu: Neočekávaný operátor / Chyba ve výrazu: Neočekávaný operátor / Chyba ve výrazu: Neočekávaný operátor / Chyba ve výrazu: Neočekávaný operátor / Chyba ve výrazu: Neočekávaný operátor / Chyba ve výrazu: Neočekávaný operátor / Chyba ve výrazu: Neočekávaný operátor / Chyba ve výrazu: Neočekávaný operátor / Chyba ve výrazu: Neočekávaný operátor / Chyba ve výrazu: Neočekávaný operátor / -1.0000-0 | & Chyba ve výrazu: Neočekávaný operátor / Chyba ve výrazu: Neočekávaný operátor / Chyba ve výrazu: Neočekávaný operátor / Chyba ve výrazu: Neočekávaný operátor / Chyba ve výrazu: Neočekávaný operátor / Chyba ve výrazu: Neočekávaný operátor / Chyba ve výrazu: Neočekávaný operátor / Chyba ve výrazu: Neočekávaný operátor / Chyba ve výrazu: Neočekávaný operátor / Chyba ve výrazu: Neočekávaný operátor / Chyba ve výrazu: Neočekávaný operátor / Chyba ve výrazu: Neočekávaný operátor / Chyba ve výrazu: Neočekávaný operátor / Chyba ve výrazu: Neočekávaný operátor / Chyba ve výrazu: Neočekávaný operátor / -1.0000-0 | & Chyba ve výrazu: Neočekávaný operátor / Chyba ve výrazu: Neočekávaný operátor / Chyba ve výrazu: Neočekávaný operátor / Chyba ve výrazu: Neočekávaný operátor / Chyba ve výrazu: Neočekávaný operátor / Chyba ve výrazu: Neočekávaný operátor / Chyba ve výrazu: Neočekávaný operátor / Chyba ve výrazu: Neočekávaný operátor / Chyba ve výrazu: Neočekávaný operátor / Chyba ve výrazu: Neočekávaný operátor / Chyba ve výrazu: Neočekávaný operátor / Chyba ve výrazu: Neočekávaný operátor / Chyba ve výrazu: Neočekávaný operátor / Chyba ve výrazu: Neočekávaný operátor / Chyba ve výrazu: Neočekávaný operátor / -1.0000-0 | & Chyba ve výrazu: Neočekávaný operátor / Chyba ve výrazu: Neočekávaný operátor / Chyba ve výrazu: Neočekávaný operátor / Chyba ve výrazu: Neočekávaný operátor / Chyba ve výrazu: Neočekávaný operátor / Chyba ve výrazu: Neočekávaný operátor / Chyba ve výrazu: Neočekávaný operátor / Chyba ve výrazu: Neočekávaný operátor / Chyba ve výrazu: Neočekávaný operátor / Chyba ve výrazu: Neočekávaný operátor / Chyba ve výrazu: Neočekávaný operátor / Chyba ve výrazu: Neočekávaný operátor / Chyba ve výrazu: Neočekávaný operátor / Chyba ve výrazu: Neočekávaný operátor / Chyba ve výrazu: Neočekávaný operátor / -1.0000-0 |
| Kaosiungský přístav         | Kao-siung         | Tchaj-wan   | ostrov Tchaj-wan            | 22°36′48″ s. š., 120°16′45″ v. d. | 9,49                         | 10,48 | 10,44 | 10,27 | 10,6 | 9,9 |
| Přístav Long Beach          | Long Beach        | USA         | Kalifornie                  | 33°45′15″ s. š., 118°12′59″ z. d. | 9,13                         | 7,63 | 8,09 | 7,54 | 6,80 | 6,70 |
| Laem Chabangský přístav     | Laem Chabang      | Thajsko     | Thajský záliv               | 13°5′ s. š., 100°53′ v. d.        | 8,74                         | 8,10 | 8,07 | 7,67 | 6,5 | 6,0 |
| Hamburský přístav           | Hamburk           | Německo     | ústí Labe                   | 53°32′15″ s. š., 9°54′47″ v. d.   | 8,26                         | 9,27 | 8,73 | 8,86 | 9,7 | 9,3 |
| Přístav Tchaj-cchang        | Tchaj-cchang      | Čína        | ústí Jang-c’-ťiang          | 31°38′26″ s. š., 121°13′8″ v. d.  | 8,02                         | & Chyba ve výrazu: Neočekávaný operátor / Chyba ve výrazu: Neočekávaný operátor / Chyba ve výrazu: Neočekávaný operátor / Chyba ve výrazu: Neočekávaný operátor / Chyba ve výrazu: Neočekávaný operátor / Chyba ve výrazu: Neočekávaný operátor / Chyba ve výrazu: Neočekávaný operátor / Chyba ve výrazu: Neočekávaný operátor / Chyba ve výrazu: Neočekávaný operátor / Chyba ve výrazu: Neočekávaný operátor / Chyba ve výrazu: Neočekávaný operátor / Chyba ve výrazu: Neočekávaný operátor / Chyba ve výrazu: Neočekávaný operátor / Chyba ve výrazu: Neočekávaný operátor / Chyba ve výrazu: Neočekávaný operátor / -1.0000-0 | & Chyba ve výrazu: Neočekávaný operátor / Chyba ve výrazu: Neočekávaný operátor / Chyba ve výrazu: Neočekávaný operátor / Chyba ve výrazu: Neočekávaný operátor / Chyba ve výrazu: Neočekávaný operátor / Chyba ve výrazu: Neočekávaný operátor / Chyba ve výrazu: Neočekávaný operátor / Chyba ve výrazu: Neočekávaný operátor / Chyba ve výrazu: Neočekávaný operátor / Chyba ve výrazu: Neočekávaný operátor / Chyba ve výrazu: Neočekávaný operátor / Chyba ve výrazu: Neočekávaný operátor / Chyba ve výrazu: Neočekávaný operátor / Chyba ve výrazu: Neočekávaný operátor / Chyba ve výrazu: Neočekávaný operátor / -1.0000-0 | & Chyba ve výrazu: Neočekávaný operátor / Chyba ve výrazu: Neočekávaný operátor / Chyba ve výrazu: Neočekávaný operátor / Chyba ve výrazu: Neočekávaný operátor / Chyba ve výrazu: Neočekávaný operátor / Chyba ve výrazu: Neočekávaný operátor / Chyba ve výrazu: Neočekávaný operátor / Chyba ve výrazu: Neočekávaný operátor / Chyba ve výrazu: Neočekávaný operátor / Chyba ve výrazu: Neočekávaný operátor / Chyba ve výrazu: Neočekávaný operátor / Chyba ve výrazu: Neočekávaný operátor / Chyba ve výrazu: Neočekávaný operátor / Chyba ve výrazu: Neočekávaný operátor / Chyba ve výrazu: Neočekávaný operátor / -1.0000-0 | & Chyba ve výrazu: Neočekávaný operátor / Chyba ve výrazu: Neočekávaný operátor / Chyba ve výrazu: Neočekávaný operátor / Chyba ve výrazu: Neočekávaný operátor / Chyba ve výrazu: Neočekávaný operátor / Chyba ve výrazu: Neočekávaný operátor / Chyba ve výrazu: Neočekávaný operátor / Chyba ve výrazu: Neočekávaný operátor / Chyba ve výrazu: Neočekávaný operátor / Chyba ve výrazu: Neočekávaný operátor / Chyba ve výrazu: Neočekávaný operátor / Chyba ve výrazu: Neočekávaný operátor / Chyba ve výrazu: Neočekávaný operátor / Chyba ve výrazu: Neočekávaný operátor / Chyba ve výrazu: Neočekávaný operátor / -1.0000-0 | & Chyba ve výrazu: Neočekávaný operátor / Chyba ve výrazu: Neočekávaný operátor / Chyba ve výrazu: Neočekávaný operátor / Chyba ve výrazu: Neočekávaný operátor / Chyba ve výrazu: Neočekávaný operátor / Chyba ve výrazu: Neočekávaný operátor / Chyba ve výrazu: Neočekávaný operátor / Chyba ve výrazu: Neočekávaný operátor / Chyba ve výrazu: Neočekávaný operátor / Chyba ve výrazu: Neočekávaný operátor / Chyba ve výrazu: Neočekávaný operátor / Chyba ve výrazu: Neočekávaný operátor / Chyba ve výrazu: Neočekávaný operátor / Chyba ve výrazu: Neočekávaný operátor / Chyba ve výrazu: Neočekávaný operátor / -1.0000-0 |

V Evropě kromě přístavů v Rotterdamu, Antverpách a Hamburku jsou největší přístavy ještě v řeckém Pireu (5,65 TEU v roce 2019), španělské Valencii (5,44 TEU) a Algecirasu (5,12 TEU) či Brémách (4,86 TEU).

## Fotogalerie

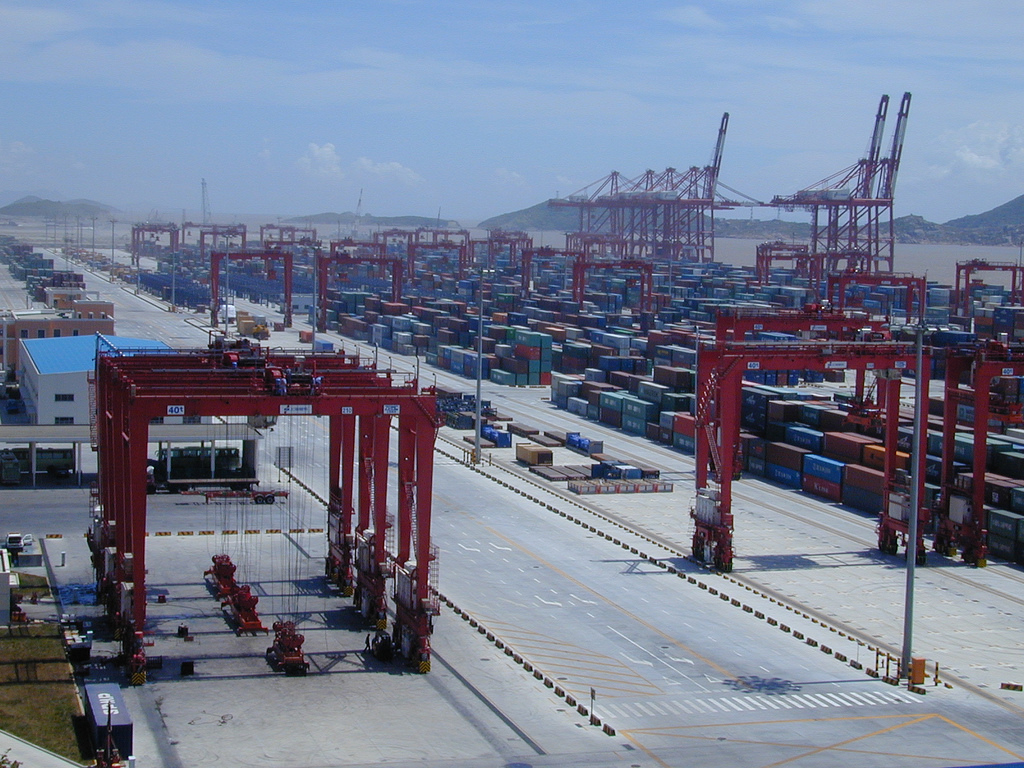
Přístav v Šanghaji
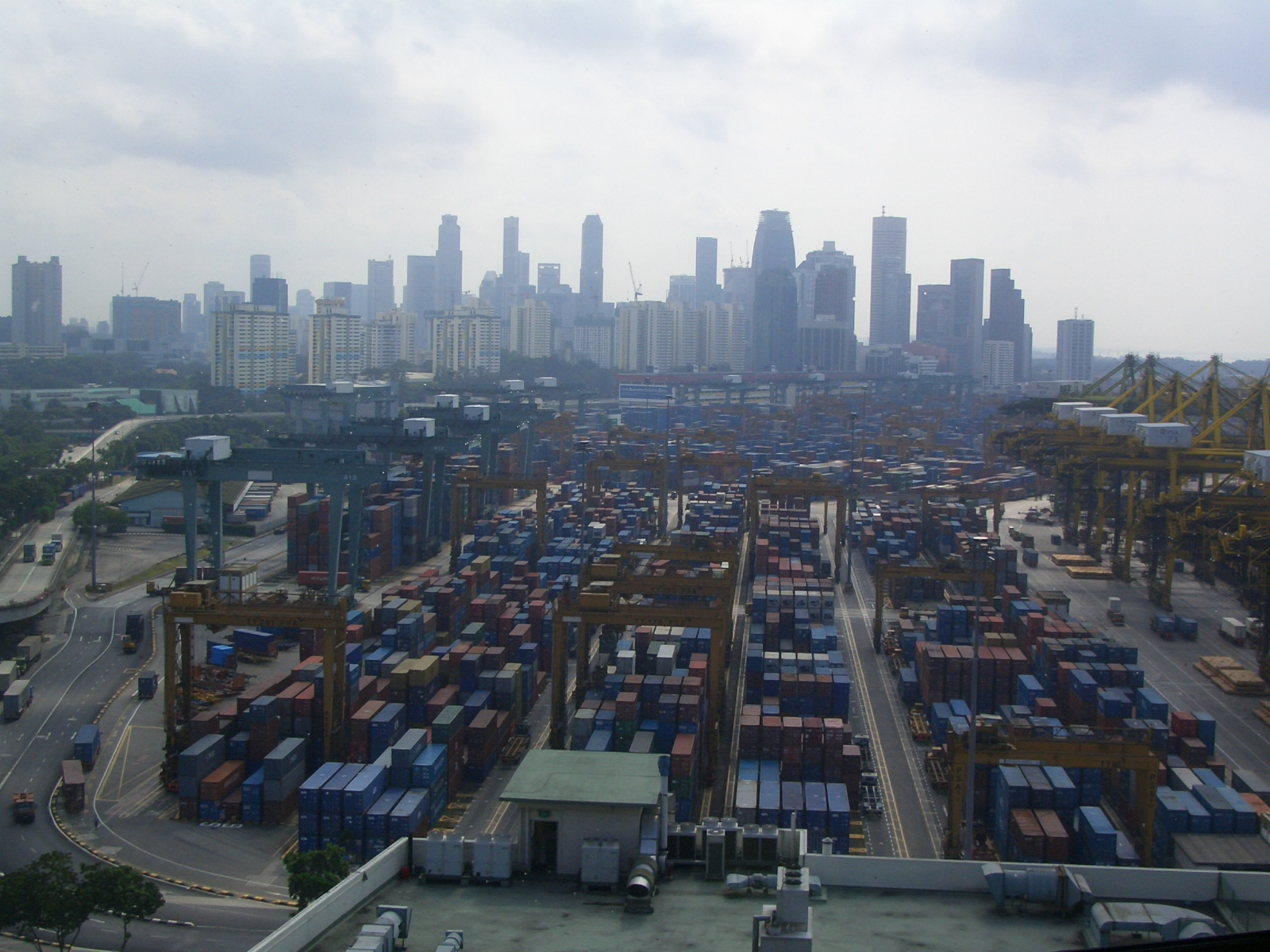
Přístav v Singapuru
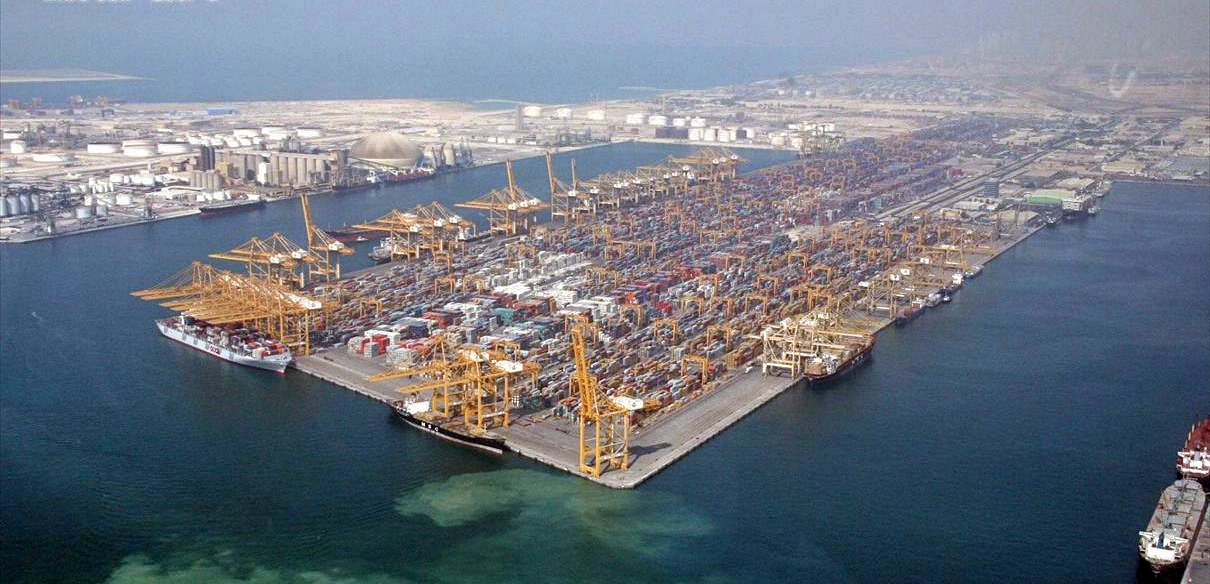
Přístav v Dubaji